# Lac de la Trenche
Pour les articles homonymes, voir Trenche.
Le lac de la Trenche est situé sur le territoire de l'agglomération de La Tuque, en Haute-Mauricie, dans la région administrative de la Mauricie, au Québec, Canada. La foresterie s'avère le principal moteur économique de ce territoire.

## Géographie
Ce petit lac du nord de La Tuque est situé au Nord-Est du lac Tourouvre près de l'intersection de deux chemins forestiers.

## Toponymie
Au Canada, le mot "Trenche" est intégré à une série de toponymes :
- du nord de La Tuque : lac de la Trenche, Trenche (hameau), barrage de la Trenche, Centrale de la Trenche, pont de la Trenche, poste de la trenche (poste de transformation), rivière Trenche et rivière Trenche Sud ;
- de la région du Saguenay-Lac-Saint-Jean, dans le territoire non-organisé du Lac-Ashuapmushuan, MRC Le Domaine-du-Roy : lac Trenche, rivière Trenche Est, petite rivière Trenche Ouest, barrage de la rivière-Trenche, petit lac Trenche, barrage du lac-Trenche et barrage de la Petite-Rivière-Trenche-Ouest.

Le toponyme "Lac de la Trenche" a été officialisé le 4 juillet 1980 à la Banque des noms de lieux de la Commission de toponymie du Québec.